# Los Varela
Los Varela es una localidad argentina de la provincia de Catamarca dentro del departamento Ambato.

## Geografía
El Departamento Ambato, cuenta con cuatro Jurisdicciones municipales: El Rodeo, Las Juntas, La Puerta y Los Varelas. 
Se encuentra ubicada la Localidad de Los Varela a unos 70 km de San Fernando del Valle de Catamarca. 
A su vez, Los Varela tiene diferentes poblaciones concentradas y dispersas. 
Las poblaciones concentradas son las siguientes: 
- Los Varelas
- Los Talas
- Los Castillos
- Chuchucaruana
- El Bolsón
- Singuil
- Las Chacritas
Las poblaciones dispersas son las que se mencionan a continuación como puestos o parajes: 
- Las tres quebradas
- La Aguada
- El Polear / La Aguadita / Lampacito
- El Rodeo Grande / La Rinconada
- Villa El Alto / Los Bulacio / El Alto / Chuchucaruana
- Los González / Redonnet
- Chuchuca del ... / Alto / Las Chacras / Estancia Los Altos Grandes. 
- El Molinito / Quebrada de las Casas Viejas
- Las Higueras / Los Rodeítos
- Río de las Casas Viejas / El Tabique
- Sínguil / El Chorro / El Parque / Las Diamelas
- Los Navarro
- La Isla
- Los Narváez / Las Casas Viejas / Las Lomas Largas
- Humaya Norte 
- Humaya Sur

### Población
Cuenta con 2038 habitantes (Indec, 2022), lo que representa un incremento del 59,37 % frente a los 256 habitantes (Indec, 1991) del censo anterior.